# Саддл-Брук (Нью-Джерсі)
Саддл-Брук (англ. Saddle Brook) — селище (англ. village) в США, в окрузі Берген штату Нью-Джерсі. Населення — 14 294 особи (2020).

## Демографія
Згідно з переписом 2010 року, у селищі мешкало 13 659 осіб у 5286 домогосподарствах у складі 3691 родини. Було 5485 помешкань
Расовий склад населення:
| - 84,3 % — білих - 8,2 % — азіатів - 2,3 % — чорних або афроамериканців - 0,2 % — корінних американців - 3,2 % — осіб інших рас |

До двох чи більше рас належало 1,8 %. Частка іспаномовних становила 12,2 % від усіх жителів.
За віковим діапазоном населення розподілялося таким чином: 20,2 % — особи молодші 18 років, 63,3 % — особи у віці 18—64 років, 16,5 % — особи у віці 65 років та старші. Медіана віку мешканця становила 41,4 року. На 100 осіб жіночої статі у селищі припадало 91,4 чоловіків;  на 100 жінок у віці від 18 років та старших — 88,2 чоловіків також старших 18 років.
Середній дохід на одне домашнє господарство  становив 96 649 доларів США (медіана — 80 543), а середній дохід на одну сім'ю — 110 153 долари (медіана — 94 047). Медіана доходів становила 69 980 доларів для чоловіків та 52 039 доларів для жінок. За межею бідності перебувало 7,5 % осіб, у тому числі 4,7 % дітей у віці до 18 років та 7,3 % осіб у віці 65 років та старших.
Цивільне працевлаштоване населення становило 6927 осіб. Основні галузі зайнятості: освіта, охорона здоров'я та соціальна допомога — 21,7 %, роздрібна торгівля — 15,0 %, науковці, спеціалісти, менеджери — 12,2 %, будівництво — 10,0 %.